# Kuskjeret (Bjørnafjorden)
Ne doit pas être confondu avec Kuskjeret.
Kuskjeret est une île norvégienne dans le comté de Hordaland. Elle fait partie du territoire de l'ancienne commune de Øs, aujourd'hui rattachée à Bjørnafjorden.

## Géographie
Rocheuse et couverte d'une légère végétation, elle s'étend sur environ 106 m de longueur pour une largeur approximative de 84 m. 